# Roger Mortimer of Wigmore

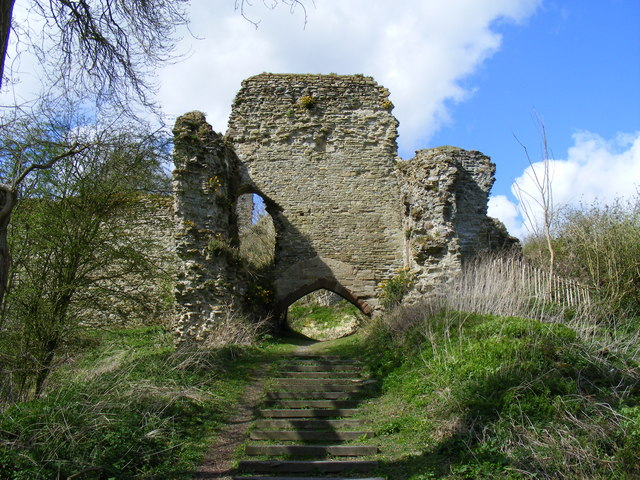
Ruine des Haupttors von Wigmore Castle, der Residenz Mortimers

Sir Roger Mortimer of Wigmore (* 1231 auf Cymaron Castle; † 26. Oktober 1282 in Kingsland, Herefordshire) war ein cambronormannischer Adliger. Durch Erbe, Heirat und durch seine Freundschaft mit dem späteren König Eduard I. wurde er zu einem der mächtigsten Barone der Welsh Marches. Er spielte entscheidende Rollen bei der Niederschlagung der Rebellion von Simon de Montfort, dem Zweiten Krieg der Barone und bei der Eroberung von Wales.

## Herkunft
Roger Mortimer war der älteste Sohn des Marcher Lords Ralph de Mortimer und dessen Frau Gwladus Ddu, einer Tochter des walisischen Fürsten Llywelyn ab Iorwerth. Seine Familie kämpfte bereits seit Mitte des 12. Jahrhunderts mit den walisischen Fürsten um die Vorherrschaft im ostwalisischen Maelienydd und Gwrtheyrnion.

## Aufstieg durch Heirat und Erbschaft
Beim Tod seines Vaters war Mortimer noch minderjährig, so dass seine Ländereien im August 1246 unter königlicher Verwaltung gestellt wurden. Daraufhin zahlte Mortimer eine Gebühr von 2000 Mark zur Ablösung der Vormundschaft, so dass er am 26. Februar 1247 mit den Ländereien seines Vaters belehnt wurde. Im selben Jahr heiratete er Maud de Braose, eine Tochter und Miterbin des Marcher Lords William de Braose und dessen Frau Eva Marshal. Aus dem Erbe von William de Braose erhielt er Radnor und Teile von Brecknockshire. Da auch Anselm Marshal, der letzte Bruder seiner Schwiegermutter im Dezember 1245 ohne Erben gestorben war, hatte Mortimer auch einen Anspruch auf einen Teil des großen Erbes der Marshals. Durch das Erlöschen der Familie Marshal und des Zweiges der Familie Braose änderten sich entscheidend die Machtverhältnisse in den Welsh Marches. Durch seine Erbschaften gehörte Mortimer nun zu den mächtigsten Baronen der Welsh Marches.

## Unterstützer der Reformpartei der Barone
Die Übertragung von Mauds Erbe erfolgte jedoch nicht sofort, sondern wurde erst im Februar 1259 endgültig von der königlichen Verwaltung beschlossen. Trotzdem blieb die Aufteilung des Erbes unter den vier Erbinnen auch weiterhin umstritten. Diese Langsamkeit und Ineffizienz der königlichen Verwaltung war vermutlich mit ein Grund, weshalb Mortimer sich bereits früh den Baronen anschloss, die eine Reform der Regierung forderten. Ähnlich umstritten blieben die Güter von Lechlade und Longborough in Gloucestershire, die Mortimer in den 1240er Jahren an die Krone abtreten musste und die dann an Richard von Cornwall, den Bruder des Königs, vergeben wurden. Mortimer gab seine Ansprüche auf die Güter nicht auf und versuchte jahrelang, sie zurückzuerlangen.

## Kampf gegen Llyweylwn ap Gruffydd in Wales
1253 wurde Mortimer von König Heinrich III. in Winchester zum Ritter geschlagen. Im August begleitete er den König in die Gascogne, von wo er erst 1254 zurückkehrte. Bei seiner Rückkehr musste er feststellen, dass sein Cousin Llywelyn ap Gruffydd, der Fürst von Gwynedd, versuchte, das Reich seines Großvaters Llywelyn ab Iorwerth wiederherzustellen. Die Mortimers hatten nach dem Tod von Llywelyn ab Iorwerth 1240 und der Niederlage seines Sohnes Dafydd ap Llywelyn im Krieg gegen England die Herrschaft über Gwrtheyrnion und Maelienydd übernehmen können. Llywelyn versuchte nun, die beiden Cantrefi wieder unter seine Oberherrschaft zu bringen. Die ständig zunehmende Macht Llywelyns war neben Mortimers persönlichen Gründen der Hauptgrund gewesen, weshalb er sich der Reformpartei der Barone angeschlossen hatte. Im Englisch-Walisischen Krieg fiel Gwrtheyrnion 1256 an den Fürsten von Gwynedd, ohne dass Mortimer Unterstützung durch den König erhielt. Erst am 18. Januar 1257 erklärte der König, dass er Mortimers Besitzungen schützen wolle, und schließlich versprach er ihm eine Unterstützungszahlung von 200 Mark, von denen Mortimer jedoch nur 100 Mark erhielt. Im Juli 1259 gehörte Mortimer zu der Delegation, die schließlich einen ab 1. August geltenden einjährigen Waffenstillstand mit Llywelyn aushandelte. Doch bereits am 10. Januar 1260 griff Llywelyn Builth an und eroberte schließlich am 17. Juli Builth Castle. Mortimer hatte sich während dieser Zeit in London aufgehalten, wo er seine Ansprüche auf Lechlade und Longborough vertrat. Obwohl der König und der Thronfolger Lord Eduard Mortimer für die Eroberung der wichtigen Burg nicht verantwortlich machten, belastete die Niederlage das bislang gute Verhältnis zwischen Mortimer und Eduard. Im August übermittelte Mortimer den Bischöfen Richard von Bangor und Anian von St Asaph das Schreiben von Bonifatius von Savoyen, des Erzbischofs von Canterbury, in dem er Llywelyn ap Gruffydd exkommunizierte und sein Land dem Interdikt unterwarf. Zusammen mit Richard de Clare, 2. Earl of Gloucester stellte Mortimer nun eine Armee auf, um den König bei einem Feldzug gegen Llywelyn zu unterstützen. Zu Mortimers Enttäuschung akzeptierte Llywelyn jedoch am 22. August 1260 einen zweijährigen Waffenstillstand. Bereits vor Ablauf des Waffenstillstands begann Mortimer nun selbst mit Angriffen auf walisische Besitzungen, so dass Llywelyn im Juni 1262 vom König Entschädigung für die Angriffe Mortimers verlangte. Im November 1262 erhoben sich die Waliser in Maelienydd, eroberten Mortimers Burgen von Knucklas, Bleddfa und Cefnllys und unterwarfen sich Llywelyn. Mortimer durfte mit seinem Gefolge unversehrt von Cefnllys Castle abziehen, so dass ihm Verrat nachgesagt wurde. Der Fall von Maelienydd brachte weitere Gebiete in den Welsh Marches in Aufruhr, und obwohl der König die Gebiete der Marcher Lords unter seinem Schutz stellte, fielen mehr und mehr Gebiete unter die Herrschaft von Llywelyn.

## Wechsel von der Reformpartei auf die Seite des Königs
Im Juni 1258 war Mortimer während des Parlaments von Oxford ein Unterstützer der Reformbewegung. Er wurde zu einem der zwölf Vertreter der Barone gewählt und gehörte dem fünfzehnköpfigen Rat an, der verschiedene königliche Entscheidungen überwachen und überprüfen sollte. Am 18. Oktober bezeugte er die Provisions of Oxford. Im Juli 1259 war er bei der Bestätigung der Verhandlungen, in denen ein Friedensvertrag mit Frankreich ausgehandelt worden war, anwesend, und die Provisions of Westminster vom Oktober 1259 bestimmten ihn und Philip Basset zu Vertretern des Justiciars Hugh Bigod, der während der Abwesenheit des Königs in Frankreich als Regent diente. Sein Verhältnis zu Simon de Montfort, dem Anführer der Partei der Barone, war jedoch angespannt, nachdem ihm der König 1259 mehrere Güter in den Welsh Marches übergeben hatte, die auch Montfort beanspruchte. Zwar wurde Mortimer im Mai 1260 von den Anhängern der Partei der Barone zum Verwalter von Herefordshire ernannt, doch die sich weiter verschlechternde Situation in den Welsh Marches brachte ihn auf die Seite von Richard de Clare, der 1261 wieder auf die Seite des Königs gewechselt war. Auch Montforts Bündnis mit Lord Eduard, der Mortimer noch immer den Verlust von Builth Castle verübelte, führte dazu, dass Mortimers Unterstützung der Partei der Barone nachließ. Der König versuchte nun, durch Geschenke Mortimer auf seine Seite zu ziehen. Im Frühjahr 1261 tadelte der König die Barone für die Entwicklung in Wales, worauf die Barone Mortimer allein für den Verlust von Builth Castle verantwortlich machten. Nach dieser Anschuldigung wechselte Mortimer endgültig auf die Seite des Königs, und der König verzieh ihm am 7. Dezember 1261 förmlich, dass er zuvor die Partei der Barone unterstützt hatte.

## Entscheidende Kämpfe im Krieg der Barone
Im Dezember 1263 übergab der König Mortimer drei Güter in Herefordshire, die auch Montfort beanspruchte, vermutlich um Montforts Teilnahme an dem Treffen mit König Ludwig IX. von Frankreich in Amiens zu verhindern, wo dieser seinen Schlichterspruch im Konflikt des englischen Königs mit den Baronen, den Mise of Amiens verkünden wollte.
Montfort ließ die umstrittenen Güter unverzüglich plündern und verwüsten. Dazu beauftragte er seine Söhne Henry und Simon mit Überfällen auf weitere Besitzungen Mortimers in den Welsh Marches, die dazu von Fürst Llywelyn von Wales unterstützt wurden. Die beiden Söhne Montforts eroberten Mortimers Stammsitz Wigmore sowie Burgen von Roger de Clifford und Thomas Corbet. Lord Eduard kehrte zu spät aus Frankreich zurück, um die Eroberung von Wigmore zu verhindern. Er versöhnte sich nun mit Mortimer und übertrug ihm die Burgen von Huntingdon und Hay, die er von Humphrey V. de Bohun erobert hatte. Mortimer selbst spielte eine entscheidende Rolle bei der Eroberung von Northampton im April 1264, wo er zahlreiche Gefangene machte. Nur einen Monat später geriet er jedoch in der Schlacht von Lewes selbst in Gefangenschaft. Zusammen mit anderen Marcher Lords wurde er jedoch mit der Auflage, die Welsh Marches gegen walisische Angriffe zu verteidigen und sich später vor einem Parlament zu verantworten. Mortimer kam dazu nur unter der Bedingung frei, dass er im Gegenzug die in Northampton gemachten Gefangenen freiließ. Die anderen Marcher Lords verhinderten jedoch die Freilassung dieser Gefangenen. Mortimer stellte daraufhin seinen Sohn Henry als Geisel, doch als die Gefangenen immer noch nicht freikamen, unternahm Montfort, der sich nun offen mit Fürst Llywelyn verbündet hatte, im frühen Winter 1264 einen Feldzug gegen die Welsh Marches, wobei er Mortimers Besitzungen verwüstete und Hay und Hereford Castle eroberte. Mortimer begab sich mit Roger de Clifford und Roger of Leybourne nach Kenilworth Castle, wo ihnen der dort gefangen gehaltene Lord Eduard die Erlaubnis erteilen sollte, den Widerstand gegen Montfort zu beenden. Am 12. Dezember 1264 akzeptierten die Marcher Lords schließlich in Worcester, dass Mortimer und ihre Führer für ein Jahr und einen Tag ins Exil nach Irland gingen. Mortimer und die anderen Marcher Lords verzögerten jedoch ihren Aufbruch nach Irland. Es gelang ihnen, John Giffard und Gilbert de Clare, 3. Earl of Gloucester, den Sohn von Richard de Clare, auf ihre Seite zu ziehen, während Montforts Macht zerfiel. Am 28. Mai 1265 gelang dem gefangenen Lord Eduard die Flucht. Mortimer soll ihm das Pferd geschickt haben, mit dem Eduard bei einem Ausritt seinen Bewachern entkommen konnte, und Eduard flüchtete zu Mortimer nach Wigmore Castle. Mortimer brachte ihn weiter nach Ludlow Castle. Dort sammelte der Thronfolger ein Heer, das das Heer der Barone unter Montfort schließlich am 4. August in der Schlacht von Evesham vernichtend schlagen konnte. Mortimer war in der Schlacht einer der drei Kommandanten der Armee von Lord Eduard und soll persönlich Montfort und Hugh le Despenser getötet haben. Den abgetrennten Kopf und die Genitalien Montforts sandte er als Trophäe zu seiner Frau Maud nach Wigmore.

## Vertrauter des Thronfolgers
Nach der Niederlage Montforts gehörte Mortimer zu den führenden Vertrauten des Königs und des Thronfolgers, und Mortimer erwartete vom König, dass er ihn reich mit Besitzungen belohnte, die den geschlagenen Rebellen abgenommen werden sollten. Der König übertrug Mortimer auch Oxfordshire, das zuvor Robert de Vere, 5. Earl of Oxford gehört hatte. Von Ostern 1266 bis Herbst 1267 diente Mortimer als Sheriff von Herefordshire, doch er geriet über die Vormundschaftsverwaltung für Humphrey de Bohun, dem Lord von Brecknockshire, in Streit mit dem Earl of Gloucester. Am 15. Mai 1266 wurde Mortimer bei einem walisischen Überfall in Brecknockshire fast getötet. Im Juni 1266 gehörte er zu den Kommandanten des königlichen Heeres, das das weiterhin von Rebellen besetzte Kenilworth Castle belagerte. Mortimers Ambitionen zerschlugen sich jedoch, als der König Oxfordshire an Robert de Vere zurückgab. De Vere musste an Mortimer eine Entschädigung zahlen, und als Zeichen der Versöhnung sollte sein Sohn Mortimers Tochter Margaret heiraten.
Als der Thronfolger Eduard im August 1270 zum Kreuzzug ins Heilige Land aufbrach, gehörte Mortimer zu den fünf Räten, die den kränklichen König bei der Regierung von England unterstützen sollten. Dazu gehörte er zu den Verwaltern der Besitzungen des Thronfolgers und wurde Vormund von dessen Kindern. Als König Heinrich 1272 starb, war Mortimer zusammen mit Philip Basset und Robert Burnell einer der Verwalter der königlichen Besitzungen, bis Lord Eduard im August 1274 von seinem Kreuzzug zurückkehrte. Zusammen mit dem Earl of Gloucester und anderen Magnaten versuchte er die durch den Krieg der Barone entstandenen Schäden in England zu beseitigen.

## Zuspitzung des Konfliktes in Wales
In Wales erreichte Fürst Llywelyn ap Gruffydd 1267 durch den Vertrag von Montgomery die Anerkennung seiner Eroberungen und seines Anspruchs als Fürst von Wales. Der Vertrag brachte jedoch keine eindeutige Entscheidung über die Herrschaft in Maelienydd, das unter Llywelyns Herrschaft verblieb, wobei er jedoch die Rechtmäßigkeit seiner Ansprüche auf das Cantref noch beweisen sollte. Solange die Nachweise nicht erbracht würden, durfte Mortimer in Maelienydd eine Burg errichten. Mortimer begann schließlich mit der Neubefestigung von Cefnllys Castle, was Llywelyn als Verletzung des Abkommens von Montgomery betrachtete. Im Mai 1276 beschwerte sich Llywelyn erneut über den Bau der Burg durch Mortimer, doch der neue König Eduard ließ Mortimer gewähren. Dies führte mit dazu, dass Llywelyn dem neuen König die Huldigung verweigerte, solange der König nicht seine Rechte nach dem Vertrag von Montgomery schützen würde. Nachdem Llywelyn im November 1276 einer erneuten Aufforderung des Königs, ihm zu huldigen, nicht nachgekommen war, beschloss der König die Unterwerfung von Wales. Dazu ernannte er Mortimer zum Captain von Shropshire, Staffordshire und Herefordshire, von wo er zusammen mit Henry de Lacy, 3. Earl of Lincoln eine Armee gegen Mittelwales führen sollte. Mortimer sammelte sein Heer bei Montgomery, und unter dem Schutz der Armee der vor Llywelyn ins englische Exil geflüchtete walisische Fürst Gruffydd ap Gwenwynwyn wieder in seine Herrschaft Powys Wenwynwyn eingesetzt werden. Dazu besetzte die Armee Cedewain, Ceri, Gwrtheyrnion und Builth und eroberten Llywelyns neue Burg Dolforwyn Castle. Nach dem englischen Sieg erhielt Mortimer als Belohnung für seine Dienste 1279 die walisischen Herrschaften Ceri und Cedewain mit Dolforwyn Castle. Die Waliser unter Llywelyn ap Gruffydd hatten in dem Krieg eine vernichtende Niederlage erlitten. Um seine Macht wiederherzustellen, schloss Llywelyn am 9. Oktober 1281 ein Verteidigungsbündnis mit seinem alten Gegner Mortimer. Das Bündnis richtete sich gegen alle Angriffe außer gegen den englischen König. Dazu übergab Llywelyn Mortimer umstrittene Gebiete in Gwrtheyrnion. Da jedoch bereits im März 1282 in Nordwales ein Aufstand gegen die englische Besatzung ausbrach, an dessen Spitze sich Llywelyn stellte, wurde das Bündnis gegenstandslos. Der König ernannte Mortimer nach Beginn des Aufstands erneut zum Captain einer seiner Armeen, doch Mortimer war bereits krank und starb schließlich im Oktober 1282. Er wurde im Familienpriorat in Wigmore begraben.

## Familie und Nachkommen
Aus seiner Ehe mit Maud de Braose hatte Mortimer mindestens vier Söhne und zwei Töchter:
1. Ralph Mortimer († 1274)
2. Edmund Mortimer, 1. Baron Mortimer (1251–1304)
3. Isabella Mortimer († 1292) ⚭ (1) John FitzAlan, ⚭ (2) Robert de Hastings
4. Margaret Mortimer († 1297) ⚭ Robert de Vere, 6. Earl of Oxford
5. Roger Mortimer, 1. Baron Mortimer of Chirk († 1326)
6. Geoffrey Mortimer
7. William Mortimer († 1297)

Sein Erbe wurde sein ältester überlebender Sohn Edmund.